# Desnié
Desnié is een dorp in de gemeente Theux, in de Belgische provincie Luik. Het ligt vijf kilometer ten zuidwesten van de stad Spa, op een plateau tussen de Amblève in het zuidwesten en de Hoëgne in het noorden. Voor de gemeentelijke herindeling van 1977 behoorde Desnié tot de gemeente La Reid.

## Bezienswaardig
- Kerk van Sint-Lambertus en de Onbevlekte Ontvangenis

## Wielrennen
In het wielrennen is de plaats bekend van de beklimming Côte de Desnié. De beklimming vanuit Spa via Winamplanche is 6,5 kilometer lang en heeft een gemiddeld stijgingspercentage van 5 procent, met een maximum van 12 procent. De top van de beklimming vormt tevens de top van de Vecquée, die vanuit Stoumont in het zuiden omhoog komt. De Côte de Desnié wordt sinds 2021 regelmatig opgenomen in de wielerklassieker Luik-Bastenaken-Luik als alternatief van de noordelijker gelegen Côte du Maquisard en de Mont Theux, die vanuit hetzelfde dal naar het plateau leiden. De Desnié wordt in de wedstrijd niet helemaal tot de top beklommen, maar tot halverwege: in het dorp Desnié slaat men rechtsaf in de richting van La Reid en Remouchamps. De klim ligt op zo'n 50 kilometer van de finish en wordt beklommen na de Col du Rosier en voor La Redoute.
Deelgemeenten: La Reid · Polleur · Theux

Overige plaatsen: Becco · Bronromme · Desnié · Fays · Hestroumont · Hodbomont · Jehanster · Jehoster · Jevoumont · Juslenville · Marché · Mont · Oneux · Pouillou-Fourneau · Raborive · Rondehaie · Sassor · Sasserotte · Spixhe · Tancrémont (deels) · Vert-Buisson · Winamplanche

Belgische gemeenten · arrondissement Verviers · provincie Luik · Wallonië
Côte de Saint-Roch · Col de Haussire · Côte de Mont-le-Soie · Côte de Wanne · Côte de Stockeu · Côte de la Haute-Levée · Col du Rosier · Côte de Desnié · Côte de la Redoute · Côte de Cornemont · Côte des Forges · Côte de la Roche-aux-Faucons

Voormalige beklimmingen: Côte de Ny · Côte de la Roche-en-Ardenne · Côte de la Vecquée · Côte du Maquisard · Mont Theux · Côte de Sprimont · Côte de Colonster · Côte du Sart-Tilman · Côte de Saint-Nicolas · Côte de la Rue Naniot · Ans